# Alois Kufner
Alois Kufner (* 1. února 1934 Plzeň) je český matematik a vysokoškolský pedagog.

## Biografie
Narodil se 1. února 1934 v Plzni. V letech 1953 až 1958 studoval matematiku na Karlově univerzitě v Praze. Od roku 1958 působil v Matematického ústavu ČSAV v Praze jako vědecký asistent. Od roku 1972 je aktivní také na Vysoké škole strojní a elektrotechnické v Plzni – dnes Západočeská univerzita (ZČU) v Plzni. Od roku 1969 je přednášejícím na Univerzitě Karlově v Praze a od roku 1985 profesorem matematiky na dnešní ZČU v Plzni. Od roku 1979 byl ředitelem Matematického ústavu ČSAV, místopředsedou vědeckého kolegia matematiky ČSAV a od 30. listopadu 1988 člen korespondent ČSAV.
Jako matematik se zaměřil na oblast matematické analýzy – teorii prostoru funkcí a moderní metody řešení parciálních diferenciálních rovnic – diferenciální rovnice a aplikovanou funkcionální analýzu.

## Dílo
Prof. RNDr. Alois Kufner, DrSc. je autorem a spoluautorem přibližně 130 vědeckých prací a dokumentů a 7 knih, například
- KUFNER, Alois. Nerovnosti a odhady. 1. vyd. Praha: Mladá fronta, 1975. (Škola mladých matematiků). Dostupné online.
- KUFNER, Alois. Aplikace matematiky. 4. vyd. Svazek 21. Praha: [s.n.], 1976. (Aplikace matematiky). Dostupné online. ISBN 0824762126, ISBN 9780824762124. S. 301–31. TOPOLOGY AND ITS APPLICATIONS. Proceedings of a Conference held at Memorial University of Newfoundland, St. John's, Canada. Ed. by S. Thomeier. M. Dekker, New York 1975; 203 pp.
- KUFNER, Alois; LEINFELDER, Herbert. On overdetermined Hardy inequalities. 3. vyd. Svazek 123. Prague: Institute of Mathematics of the Czech Academy of Sciences, 1998. (Mathematica Bohemica). Dostupné online. S. 279–293. (anglicky)

## Ocenění
Prof. RNDr. Alois Kufner, DrSc. získal ocenění:
- 1997 – cena Josefa Hlávky za vědeckou literaturu (dnes Literární cena Josefa Hlávky)
- 2014 – čestný člen Jednoty českých matematiků a fyziků – ocenění udělil Sjezd Jednoty českých matematiků a fyziků (JČMF)
- 2014 – pamětní medaile České matematické společnosti JČMF – ocenění udělila Česká matematická společnost, sekce JČMF